# Libona
Libona (Bayan ng Libona) är en kommun i Filippinerna. Kommunen ligger på ön Mindanao, och tillhör provinsen Bukidnon. Folkmängden uppgår till 33 273 invånare.
Libona är indelat i 14 barangayer.